# Anton Bernolák

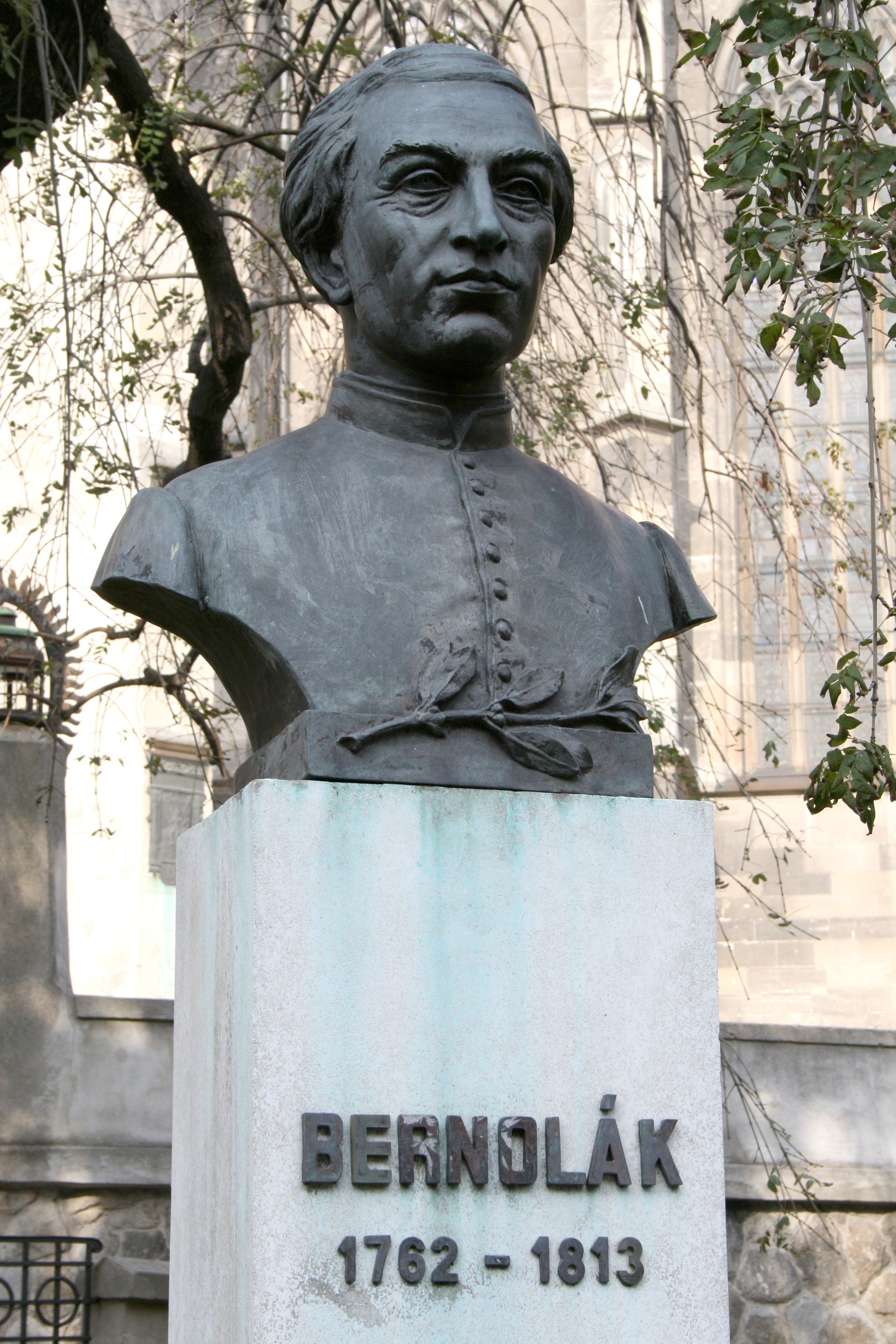
Anton Bernolák

Anton Bernolák (Slanica, 3 d'octubre de 1762 (Szlanica, era un poble proper a Námestovo, avui dia inundat]) – Nové Zámky (Érsekújvár), 15 de gener de 1813) fou un lingüista i religiós eslovac, conegut per l'estandardització actual de l'eslovac.

## Biografia
Bernolák va néixer en una família de la baixa noblesa menor a la regió d'Orava. Va estudiar en una escola primària (gimnasium) a Ružomberok durant el període 1774-1778, i més tard a Trnava i a Viena, i es va graduar en teologia al seminari general Pressburg el 1787. En el mateix any, va codificar el primer estàndard de llengua eslovaca, que es basa en dialectes eslovacs occidentals que es parlen al voltant de Trnava, amb alguns elements dels dialectes centrals. El llenguatge, anomenat bernolákovčina, no va ser acceptat com a llengua estàndard nacional, tot i que va ser una fita en el camí cap a la formació de la nació eslovaca moderna. De 1787 a 1791, va ser vicari a Bernolákovo, entre 1791 1797 fou secretari a l'oficina de l'arquebisbat a Trnava, i des de 1797 fins a la seva mort el 1813, va exercir de sascerdot a Nové Zámky.
El seu llenguatge era la base per a les activitats de la Tovarišstvo Slovenské Učené (Germandat Eslovaca d'Educació), establerta el 1792 a Trnava, i també per al moviment dels seguidors de Bernolák, que va durar tres generacions.

## Obra
- 1782

Divux rex Stephanus, magnus Hungarorum apostolus
- 1787

Dissertatio-critica de literis Slavorum
- 1787

Linguae Slavonicae… compendiosa simul et facilis Orthographia
- 1790

Gramatica Slavica (Slovak Grammar)
- 1791

Etymologia vocum slavicarum (Etymology of Slavic words)
- 1825 / 1827

Slowár Slowenskí, Češko-Laťinsko-Ňemecko-Uherskí (Un diccionari eslovac, txec, llatí, alemany i hongarès) en sis volums pensat per a ser un vocabulari manual per a la llengua literària. Fou publicat de manera pòstuma a Buda per Juraj Palkovič